# آيت الركيز (رحالة آيت مرغاد)
آيت الركيز هو دُوَّار يقع بجماعة زاوية سيدي حمزة، إقليم ميدلت، جهة درعة تافيلالت في المملكة المغربية. ينتمي الدوّار لمشيخة رحالة آيت مرغاد التي تضم 3 دواوير. يقدر عدد سكانه بـ 124 نسمة حسب الإحصاء الرسمي للسكان والسكنى لسنة 2004.

## وصلات خارجية
- البوابة الوطنية للجماعات الترابية
- المندوبية السامية للتخطيط